# Bambi (personage)
Bambi, een fictief jong mannelijk muildierhert, is de protagonist in Felix Saltens Bambi en in de Walt Disneyfilms gebaseerd op het boek. Bambi komt voor in twee films, Bambi en Bambi II, heeft bijrollen in verschillende Disneytekenfilms en is verschillende keren geparodieerd door verschillende animatiebedrijven.
De Amerikaanse stem van Bambi is Bobby Stewart als baby, Donnie Dunagan als jongetje en John Sutherland als man. In deel II is de stem Alexander Gould. In het Nederlands is Jessica Rodenburg de stem van baby Bambi, Marco Haanschoten de stem van jongetje Bambi en Bas van Wessem de stem van de volwassen Bambi. In deel II is dit Kas Westerbeek.